# Obsessed (phim)
Obsessed (tiếng Hàn: 인간중독; Romaja: In-gan-jung-dok; lit. "Human Addiction" hoặc "Human Intoxication") là bộ phim điện ảnh Hàn Quóc được công chiếu vào năm 2014 do biên kịch và đạo diễn Kim Dae-woo, nói về cặp đôi ngoại tình trong thời điểm chiến tranh năm 1969.

## Nội dung
Phim xoay quanh chuyện tình Đại tá Kim Jin-Pyeong (Song Seung Hun), người đã chiến đấu tại chiến trường Việt Nam, với người đẹp Jong Ga-heun (Lim Ji-Yeon), vợ của viên binh sĩ dưới quyền của đại tá Minh.
Jin-Pyong còn vấp phải sự đố kỵ từ phía vị chỉ huy đáng kính cũng đồng thời là bố vợ và sự ghen tuông từ người vợ xinh đẹp Lee Sook-jin (Jo Yeo-Jeong). Thế nhưng tình cảm của anh lúc này dành cho vợ đã ít nhiều nhạt phai theo năm tháng khi anh còn ở chiến trường, một phần nguyên nhân cũng từ những rối loạn tâm lý do chấn thương để lại sau cuộc chiến ở Việt Nam. Anh phải chịu đựng những sự cố về tinh thần và cơn ác mộng kéo dài triền miên về những người lính dưới sự chỉ huy của anh, đã bỏ mạng trên đất khách quê người.
Vào một ngày, Kyung Woo-jin (Oh Joo-wan) được thuyên chuyển công tác tới đơn vị do Jin-Pyong chỉ huy, anh đồng thời dẫn theo vợ mình là Ga-heun. Jin-Pyong ngay lập tức bị tiếng sét ái tình với Ga-heun, một thứ tình cảm mà anh chưa bao giờ gặp phải trong đời, khiến anh cảm thấy thực sự bối rối và đau khổ.
Không lâu sau, Jin-Pyong được mời tới dự một sự kiện trong doanh trại quân đội do vợ của các hạ sĩ quan là những tình nguyện viên đứng lên tổ chức. Tại đây, một bệnh nhân mắc chứng bệnh PTSD (rối loạn stress sau sang chấn hay rối loạn căng thẳng sau chấn thương tâm lý) đã tấn công Ga-heun. Trong khoảnh khắc, Jin-Pyong đã kịp lao tới để bảo vệ cô. Mặc dù Ga-heun được Đại tá Kim cứu thoát khỏi bệnh nhân hung hãn nọ, thế nhưng cô bị trúng đạn trong lúc hỗn loạn xảy ra, vì vậy Ga-heun đã được đưa đi cấp cứu. Từ đây giữa Ga-heun và Jin-Pyong bắt đầu nảy sinh tình cảm trước hành động dũng cảm quên mình để cứu mạng cô.
Cả hai người, một người đàn ông và một phụ nữ đều đã có gia đình, họ lao vào nhau một cách lén lút và thường xuyên gặp gỡ trong bí mật, để cùng chia sớt những kỷ niệm, ký ức của riêng mình cho nhau. Ngày lại ngày, tình yêu của cả hai dần trở nên sâu nặng. Khi cặp đôi đang say đắm trong chuyện tình ngọt ngào và bí mật chỉ hai người biết, Ga-heun nhận được điện báo, mẹ cô đã đột ngột qua đời trong bệnh viện sau một trận ốm thập tử nhất sinh.
Khi đến bệnh viện nhìn mẹ lần cuối, Ga-heun đã gặp mẹ chồng của cô tại đây, bà vỗ về, an ủi và khích lệ động viên con dâu vực dậy và can đảm sau những tổn thất và mất mát quá lớn trong gia đình mà cô đang phải gánh chịu. Tình cảm mẹ chồng dành cho Ga-heun như thể đối với chính con ruột của bà. Chính điều này đã khiến cô cảm thấy vô cùng tội lỗi và đi đến quyết định chấm dứt chuyện tình cảm với Đại tá Kim Jin-Pyong. Mặc dù tột cùng đau khổ nhưng Jin-Pyong không còn lựa chọn nào khác ngoài cách thuận theo quyết định của người tình.

## Diễn viên
- Song Seung-heon vai Đại tá Kim Jin-pyeong[5][6][7][8]
- Lim Ji-yeon vai Jong Ga-heun[9][10]
- Jo Yeo-jeong vai Lee Sook-jin, vợ Jin-pyeong
- On Joo-wan vai Kyung Woo-jin, chồng Ga-heun
- Yoo Hae-jin vai Im
- Park Hyuk-kwon vai Đại tá Choi
- Jeon Hye-jin vai vợ đại tá Choi
- Bae Seong-woo vai Jo Hak-soo
- Uhm Tae-goo vai Warrant officer Kim
- Ye Soo-jung vai mẹ Woo-jin
- Yoon Da-kyung vai mẹ Ga-heun
- Jung Sang-chul vai Chief of staff
- Jung Won-joong vai Brigadier general
- Yeon Je-wook vai Bệnh nhân
- Lee Seung-joon vai Chief medical officer

## Giải thưởng và để cử
| Năm  | Giải thưởng                                    | Hạng mục                | Đề cử           | Kết quả   |
| ---- | ---------------------------------------------- | ----------------------- | --------------- | --------- |
| 2014 | 23rd Buil Film Awards                          | Best Supporting Actress | Jo Yeo-jeong    | Đề cử     |
| 2014 | 23rd Buil Film Awards                          | Best New Actress        | Lim Ji-yeon     | Đoạt giải |
| 2014 | 34th Korean Association of Film Critics Awards | Best Supporting Actress | Jo Yeo-jeong    | Đoạt giải |
| 2014 | 34th Korean Association of Film Critics Awards | Best New Actress        | Lim Ji-yeon     | Đoạt giải |
| 2014 | 51st Grand Bell Awards                         | Best Supporting Actress | Jo Yeo-jeong    | Đề cử     |
| 2014 | 51st Grand Bell Awards                         | Best New Actress        | Lim Ji-yeon     | Đoạt giải |
| 2014 | 51st Grand Bell Awards                         | Best Costume Design     | Kwak Jeong-ae   | Đề cử     |
| 2014 | 35th Blue Dragon Film Awards                   | Best Supporting Actress | Jo Yeo-jeong    | Đề cử     |
| 2014 | 35th Blue Dragon Film Awards                   | Best New Actress        | Lim Ji-yeon     | Đề cử     |
| 2014 | 35th Blue Dragon Film Awards                   | Best Art Direction      | Kim Ji-soo      | Đề cử     |
| 2014 | 35th Blue Dragon Film Awards                   | Popular Star Award      | Song Seung-heon | Đoạt giải |
| 2015 | 6th KOFRA Film Awards                          | Best Supporting Actress | Jo Yeo-jeong    | Đoạt giải |
| 2015 | 10th Max Movie Awards                          | Best New Actress        | Lim Ji-yeon     | Đề cử     |
| 2015 | 51st Baeksang Arts Awards                      | Best Supporting Actress | Jo Yeo-jeong    | Đề cử     |
| 2015 | 51st Baeksang Arts Awards                      | Best New Actress        | Lim Ji-yeon     | Đề cử     |